# Elaine Murphy

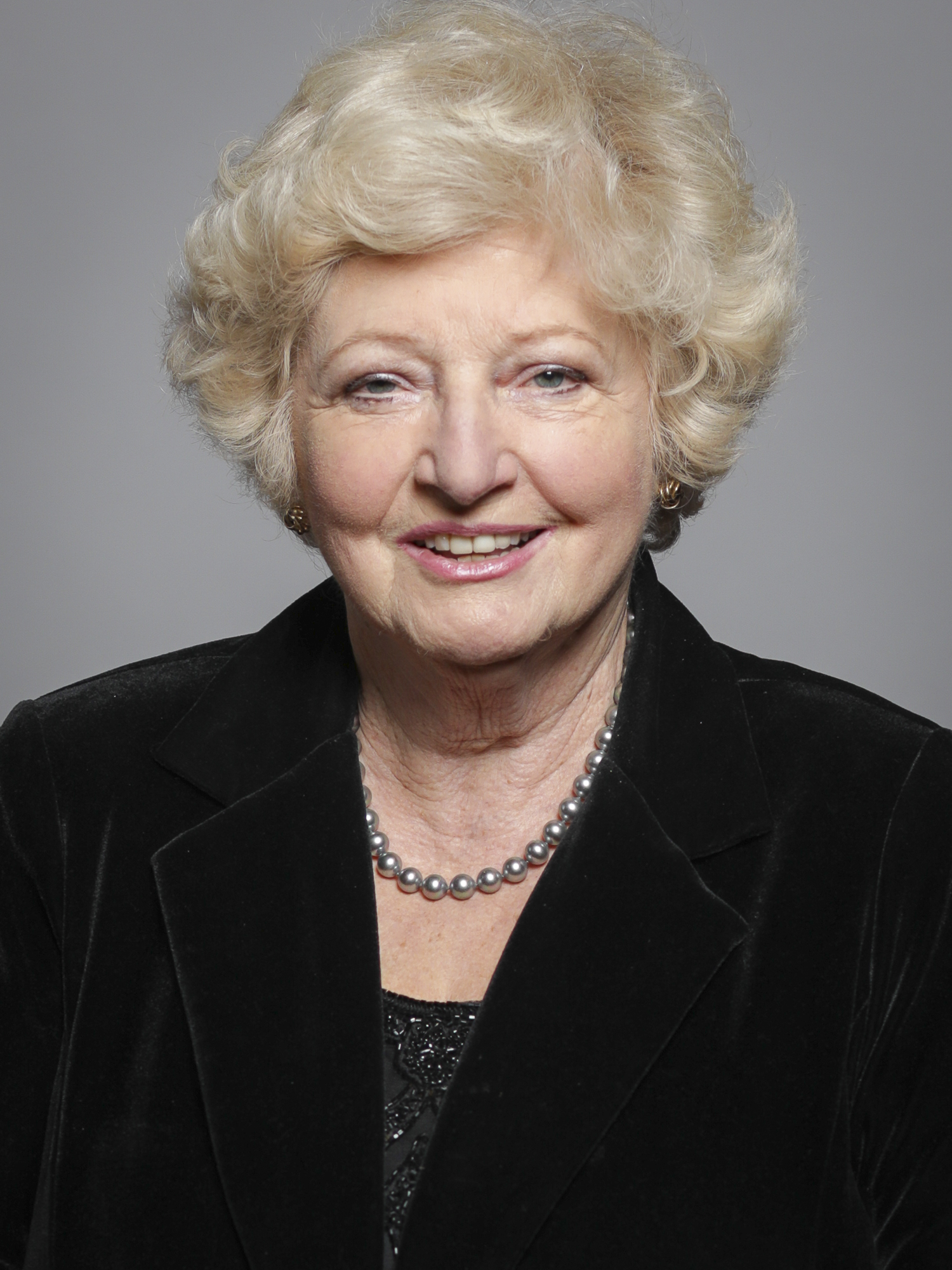
Elaine Murphy w 2019

Elaine Murphy, baronessa Murphy (ur. 16 stycznia 1947) – brytyjska polityk, wykładowca akademicki, działaczka społeczna, członkini Izby Lordów.

## Życiorys
Po uzyskaniu kwalifikacji zawodowych przez 25 lat pracowała jako wykładowca w ramach publicznej służby zdrowia (National Health Service). Została m.in. profesorem psychiatrii wieku starczego w Guy's Hospital. W trakcie kariery zawodowej obejmowała także kierownicze funkcje w londyńskiej administracji różnych szczebli zajmującej się sprawami ochrony zdrowia (m.in. przewodniczącej North East London Strategic Health Authority). Była również przez kilkanaście lat dyrektorem wykonawczym w lokalnym oddziale NHS, a do 2003 także brytyjskim oficjalnym doradcą ds. zdrowia psychicznego przy Światowej Organizacji Zdrowia.
W 2004 uhonorowana godnością para dożywotniego z tytułem baronessy Murphy of Aldgate in the City of London, zasiadając tym samym w Izbie Lordów. W wyższej izbie brytyjskiego parlamentu pozostała parlamentarzystką niezależną (ang. crossbencher).
Została także profesorem wizytujący na Queen Mary University of London i wiceprzewodniczącą stowarzyszenia zajmującego się kwestiami choroby Alzheimera. W 2006 powołana na przewodniczącą rady szkoły medycznej St George's w ramach University of London.
W 2009 Elaine Murphy ujawniła, że w 1974 w podpisanym przez jej męża liście do "British Medical Journal" opisała przypadłość zdrowotną, którą nazwała "moszną wiolonczelisty" (ang. cello scrotum), jednak w rzeczywistości doniesienie to było jedynie żartobliwą mistyfikacją medyczną (zainspirowaną "sutkiem gitarzysty").